# Port lotniczy Kalibo
Port lotniczy Kalibo (IATA: KLO, ICAO: RPVK) – międzynarodowy port lotniczy położony w Kalibo, na Filipinach.

## Linie lotnicze i połączenia
| Linia Lotnicza        | Kierunek                                               |
| --------------------- | ------------------------------------------------------ |
| Air Seoul             | 1. Seul-Inczon                                         |
| Cebu Pacific          | 1. Manila                                              |
| Loong Air             | 1. Hangzhou                                            |
| Philippine Airlines   | 1. Seul-Inczon                                         |
| Philippines AirAsia   | 1. Manila                                              |
| Royal Air Philippines | Czartery: 1. Pekin-Daxing 2. Chengdu-Tianfu 3. Yichang |
| T’way Air             | 1. Seul-Inczon                                         |